# Élections sénatoriales de 2020 en Oregon
Les élections sénatoriales de 2020 en Oregon ont lieu le 3 novembre 2020 afin d'élire 16 des 30 membres du Sénat de l'État américain d'Oregon.

## Système électoral
Le Sénat de l'Oregon est la chambre haute de son parlement bicaméral. Il est composé de 30 sièges pourvus pour quatre ans mais renouvelé par moitié tous les deux ans au scrutin uninominal majoritaire à un tour dans autant de circonscriptions que de sièges à pourvoir.
Un total de seize sièges sont cependant à pourvoir en 2020 au lieu des quinze prévus, en raison d'une élection anticipée dans le dixième district à la suite du décès de la sénatrice Jackie Winters d'un cancer des poumons fin mai 2019. Agée de 82 ans, Winters avait été la première républicaine noire à être élue au parlement de l'Oregon en 1999,.

## Résultats
| Partis                   | Partis                | Voix    | %     | Sièges      | Sièges | Sièges | Sièges      | Sièges        |  |
| Partis                   | Partis                | Voix    | %     | Total avant | En jeu | Élus   | Total après | +/-           |  |
| ------------------------ | --------------------- | ------- | ----- | ----------- | ------ | ------ | ----------- | ------------- |  |
|                          | Parti démocrate (D)   | 628 347 | 54,01 | 18          | 7      | 7      | 18          | en stagnation |  |
|                          | Parti républicain (R) | 516 030 | 44,36 | 12          | 9      | 9      | 12          | en stagnation |  |
|                          | Libertarien (L)       | 6 694   | 0,58  | 0           | 0      | 0      | 0           | en stagnation |  |
|                          | Vert (G)              | 3 107   | 0,27  | 0           | 0      | 0      | 0           | en stagnation |  |
|                          | Indépendants          |         | 0,78  | 0           | 0      | 0      | 0           | en stagnation |  |
|                          |                       |         |       |             |        |        |             |               |  |
| Votes valides            |                       |         |       |             |        |        |             |               |  |
| Votes blancs et nuls     |                       |         |       |             |        |        |             |               |  |
| Total                    | Total                 |         | 100   | 30          | 16     | 16     | 30          | en stagnation |  |
| Abstentions              |                       |         |       |             |        |        |             |               |  |
| Inscrits / participation |                       |         |       |             |        |        |             |               |  |